# Diplosoma longinquum
Diplosoma longinquum är en sjöpungsart som först beskrevs av Sluiter 1912.  Diplosoma longinquum ingår i släktet Diplosoma och familjen Didemnidae.
Artens utbredningsområde är Södra Ishavet. Inga underarter finns listade i Catalogue of Life.